# أمير أرغون
أمير أرغون (وفاة 1278) من عشيرة أويرات. اُختير حاكما لإقليم إيران في إمبراطورية المغول بعد مقتل كورجوز، واستمر حاكمًا للإقليم من 1243 إلى 1255م، وكان ذلك قبل تأسيس الدولة الإيلخانية بيد هولاكو خان في إيران.